# Ludvík Kundera
Ludvík Kundera, född 22 mars 1920 i Brno, död 17 augusti 2010 i Boskovice i Södra Mähren, var en tjeckisk översättare, poet och litteraturvetare. Han var kusin till Milan Kundera.
Ludvík Kundera var med om att grunda den surrealistiska författargruppen Ra efter andra världskriget. Han debuterade 1946 med diktsamlingen Konstantina. I sin forskning specialiserade sig Kundera på poeten František Halas författarskap. I sin poesi var Kundera en företrädare för avantgardistiska strömningar, förutom för surrealismen var han även dadaist. Han påverkades av Hans Arp som han hade lärt känna i Paris.
I sin översättargärning koncentrerade sig Kundera på tyskspråkiga författare som Bertolt Brecht, Georg Trakl, Gottfried Benn, Paul Celan, Heinrich Heine och Georg Büchner. Förutom för Halas var även den tyska romantikens litteratur ett viktigt forskningsintresse för honom. En del av sitt arbete som översättare presterade Kundera under en pseudonym då hans egna verk bannlystes av den kommunistiska regimen i Tjeckoslovakien på 1970-talet av politiska skäl.